# Bataan
Bataan (/bɑːtɑːˈɑːn/), oficial provincia Bataan (în filipineză: Lalawigan ng Bataan IPA: [bɐtɐˈʔan]), este o provincie din regiunea Central Luzon din Filipine. Capitala sa este orașul Balanga, în timp ce Mariveles este cel mai mare oraș din provincie. Ocupând întreaga Peninsula Bataan de la Luzon, Bataan este mărginit de provinciile Zambales și Pampanga la nord. Peninsula este înconjurată de Marea Chinei de Sud la vest și Golful Subic la nord-vest și de Golful Manila la est.
Bătălia din Bataan este cunoscută în istorie ca fiind una dintre ultimele rezistențe ale soldaților americani și filipinezi înainte ca aceștia să fie copleșiți de forțele japoneze în Al Doilea Război Mondial. Marșul morții din Bataan a fost numit după această provincie, unde a început marșul infam.